# Гріффіс (авіабаза)
База ВПС Гріффіс (англ. Griffiss Air Force Base) — колишній об'єкт ВПС США на північному сході Сполучених Штатів, розташований у центрі штату Нью-Йорк у Роумі, приблизно в 25 км на північний захід від Ютики.
Місії включали базування винищувачів-перехоплювачів, електронні дослідження, встановлення та підтримку, дозаправку в повітрі та розміщення бомбардувальників. База була відкрита в 1942 році, закрита згідно з рішенням BRAC у 1995 році, її аеродром тепер є міжнародним аеропортом Гріффіс, що належить округу Онейда. У листопаді 1984 року це місце було додано до списку національних пріоритетів[уточнити], оскільки в ґрунті та підземних водах були виявлені небезпечні хімічні речовини (розчинники, свинець і поліхлоровані біфеніли, які були утилізовані на звалищах і сухих колодязях).
Закриття бази було у вересні 1995 року, того ж року її було переорганізовано для цивільних і небойових цілей, тепер тут розміщено бізнес-технологічний парк Гріффіс. Після закриття залишилися два напрямки діяльності ВПС США: дослідницький центр Дослідницької лабораторії ВПС у Роумі та Східний сектор протиповітряної оборони Командування повітряно-космічної оборони Північної Америки, яким керує Повітряна національна гвардія Нью-Йорка та невеликий комплекс будівель у технопарку.
У липні 1999 року Гріффіс був місцем проведення фестивалю Вудсток '99.

## Розташування, географія
База ВПС Гріффіс розташована в центральній частині штату Нью-Йорк в Роумі, в долині річки Могок, поруч із Сикс-Майл-Крик і Баржовим каналом штату Нью-Йорк.

## Історія
3 квітня 1941 року військове міністерство почало шукати територію для будівництва авіабази в центрі Нью-Йорка. Наказ про початок будівництва надійшов від військового міністерства 23 червня 1941 року, а початок будівництва було розпочато 2 серпня 1941 року. Об'єкти були завершені в лютому 1942 року, а польоти на аеродромі почалися 18 лютого 1942 року. Будівництвом керував Кеннет Ніколс з Сіракузського інженерного округу інженерного корпусу армії США, який очолював Джеймс К. Маршалл.

## Основні підрозділи
- Роумська авіабаза, 1 лютого 1942 — 3 січня 1955
- Роумська авіаційна зона, 1 лютого 1943 р. — 25 червня 1947 р.
- Частина 4104-ї армійської авіабази, 1 квітня 1944 — 15 квітня 1945
- 65-та розвідувальна група, 27 грудня 1946 — 27 червня 1949
- 1-ша група винищувачів-перехоплювачів, 15 серпня 1950 р. — 3 червня 1951 р.
- 71-ша ескадрилья винищувачів-перехоплювачів, 15 серпня — 21 жовтня 1950 р.
- 27-ма ескадрилья винищувачів-перехоплювачів, 15 серпня 1950 — 1 жовтня 1959
- 6530-те крило авіабази, 12 червня 1951 — 1 серпня 1952
- Роумський склад ВПС, 3 січня 1955 — 1 квітня 1967
- 465-та ескадрилья винищувачів-перехоплювачів, 8 жовтня 1955 — 1 липня 1959
- 2856-те авіакрило, 16 лютого 1958 — 1 липня 1970
- 4727-ма група протиповітряної оборони, 8 лютого 1957 — 15 жовтня 1959
- 49-та ескадрилья винищувачів-перехоплювачів, 1 липня 1959 — 7 липня 1987
- 4039-те стратегічне крило, 1 серпня 1958 — 1 лютого 1963
- 41-ша авіазаправна ескадрилья, 5 січня 1959—1992 рр.
- 416-те бомбардувальне крило, 1 лютого 1963—1995
- 485-та ескадрилья радіоелектронної боротьби (пізніше 485-та група встановлення зв'язку, 485-та група інженерних установок) січень 1972—1995 рр.
- 21-ша авіадивізія, 31 серпня — 23 вересня 1983 р.
- 24-та авіадивізія, 1 грудня 1983 — 30 вересня 1990
- 509-та ескадрилья літаків-заправників, 1 липня 1990 — 1 жовтня 1994
- Північний район зв'язку ВПС, 1 травня 1970 р. — 1 червня 1981 р.
- 2019-та ескадрилья повітряних шляхів і зв'язку (пізніше 2019-та ескадрилья зв'язку), 1 листопада 1954 — 31 липня 1977
- 2019-та ескадрилья зв'язку[a] (пізніше 2019-та ескадрилья інформаційних систем, 2019-та ескадрилья зв'язку, 416-та ескадрилья зв'язку), 1 липня 1980 — 30 червня 1995